# Burkhard von Fenis
Burkhard von Fenis (* um 1040 in Vinelz am Bielersee; † 12. April 1107 in Basel) war ein burgundischer Adliger und von 1072 bis zu seinem Tod Bischof von Basel. Er war der Bruder von Cuno von Fenis, der Bischof in Lausanne war.

## Kindheit und Jugend
Burkhard war der Sohn des burgundischen Adelsherrn Ulrich von Fenis aus dem Haus der Grafen von Neuenburg und wurde an der Domschule in Eichstätt zum Geistlichen ausgebildet. Spätestens um 1069 ist er in Mainz als Kämmerer des Erzbischofs Siegfried I. nachgewiesen.

## Bündnis mit Heinrich IV.
1072 wurde Burkhard von Heinrich IV. vom Geschlecht der Salier zum Bischof von Basel erhoben. Er gehörte zu den Wenigen, die nach der Flucht des Königs im Sachsenkrieg von der Harzburg nach Worms zu ihm standen und nahm im Januar 1076 an der Reichsversammlung in Worms teil, auf der die Bischöfe Papst Gregor VII. den Gehorsam aufkündigten. König Heinrich IV. wurde mit seinen loyalen Gefolgsleuten, unter ihnen Burkhard, mit dem Kirchenbann belegt. Im Herrschaftsgebiet Heinrichs wurde darauf mit Rudolf von Rheinfelden ein Gegenkönig aus der unmittelbaren geografischen Nachbarschaft des Basler Bischofs gewählt. Auf der Synode von Piacenza bemühte er sich um die Zustimmung des Episkopats für die Absetzung von Papst Urban II.
Burkhard begleitete 1077 Heinrich auf dessen Gang nach Canossa, um nach demütigem Flehen und Bitten sich den Bann vom Papst nehmen zu lassen. Auch in der Folge blieb Burkhard dem König und späteren Kaiser Heinrich treu, wofür er 1080 die Landgrafschaft Buchsgau erhielt. 1084 kam im Elsass das Schloss Rappoltstein dazu, und 1095 bekam er von Heinrich die Abtei Pfäfers im heutigen Kanton St. Gallen.

## Wirken in Basel
Burkhard von Fenis gründete 1083 mit dem Kloster St. Alban das erste Kloster in Basel. Zudem liess er um 1080 die erste Basler Stadtmauer bauen. Er liess zudem um 1100 auf einem Hangvorsprung des Jolimonts die Burg Erlach erbauen.